# 배합 향신료
배합 향신료(配合香辛料)는 여러 가지 향신료를 배합해 만든다. 조미료, 마른 허브나 식용 꽃, 제스트 등을 함께 배합하기도 한다.

## 사진 갤러리

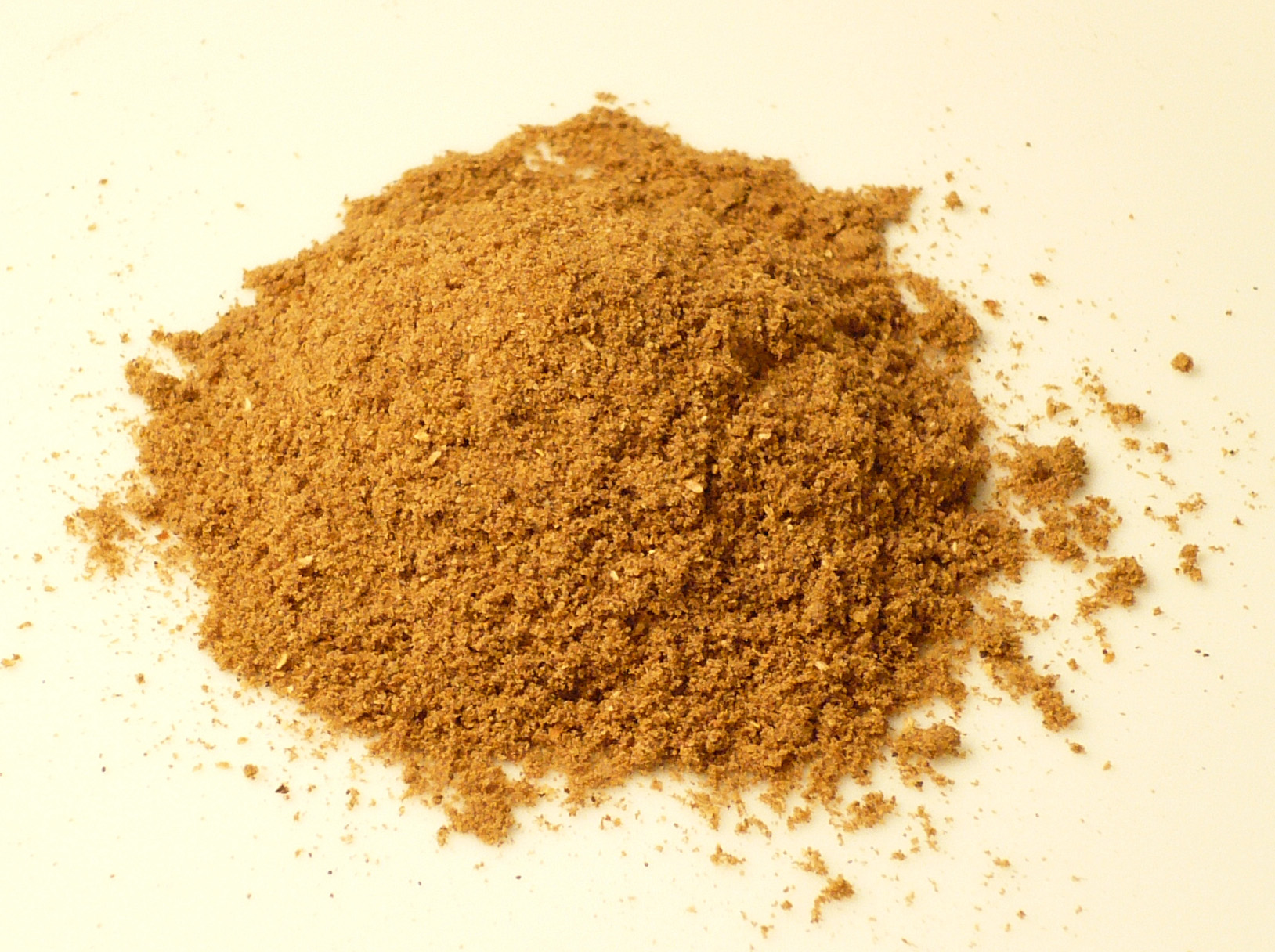
가람 마살라
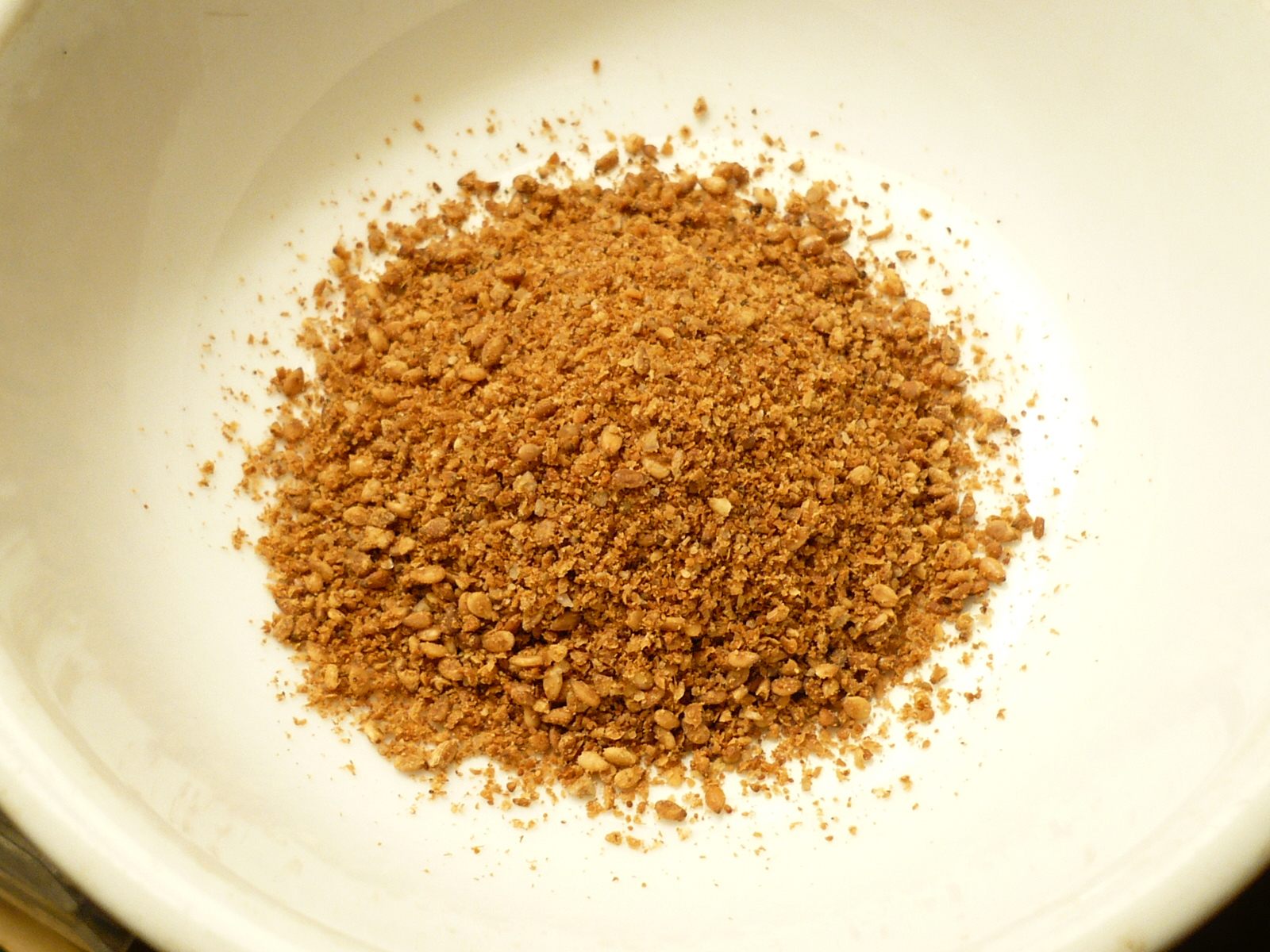
고마시오
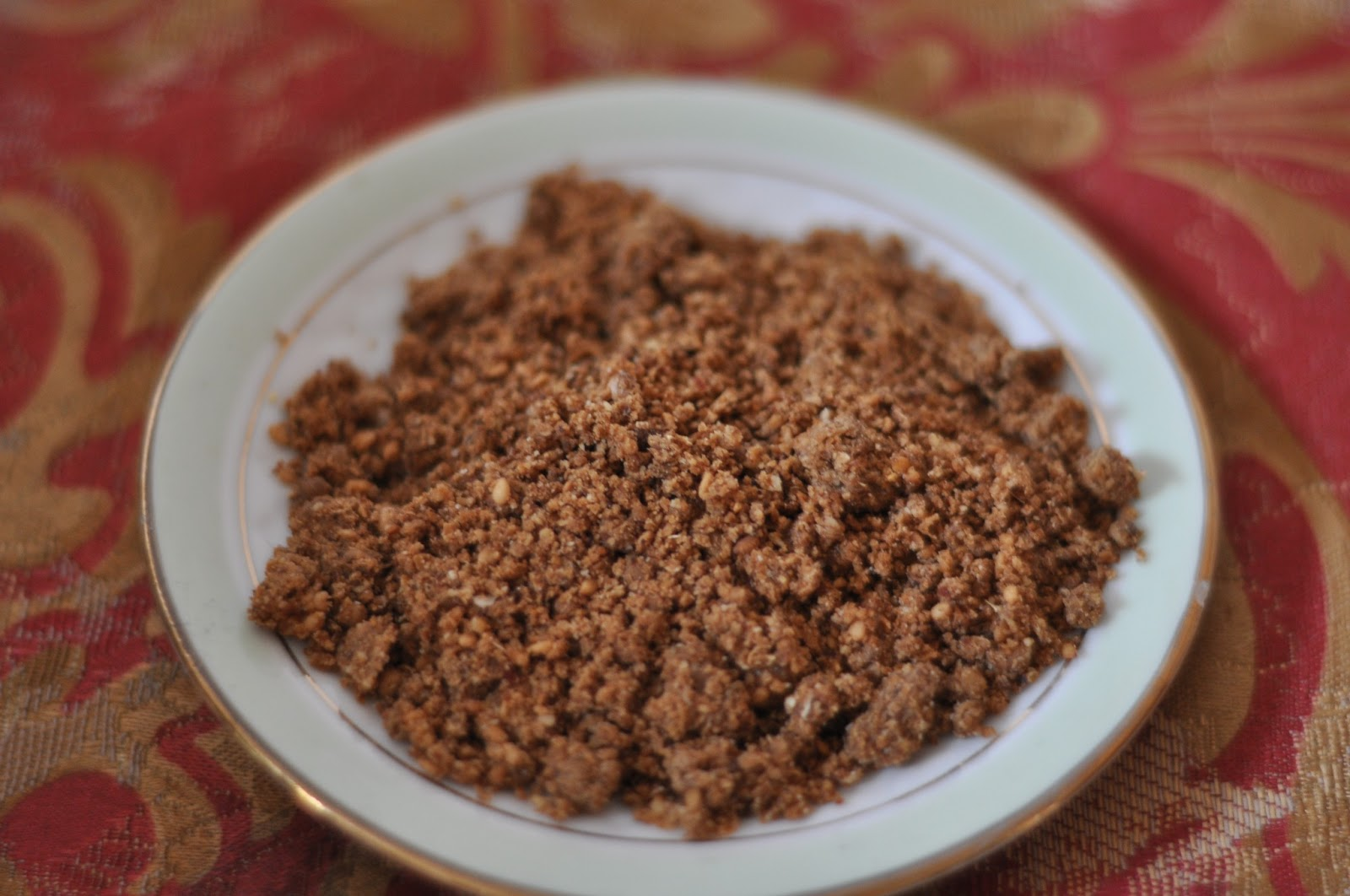
둑까
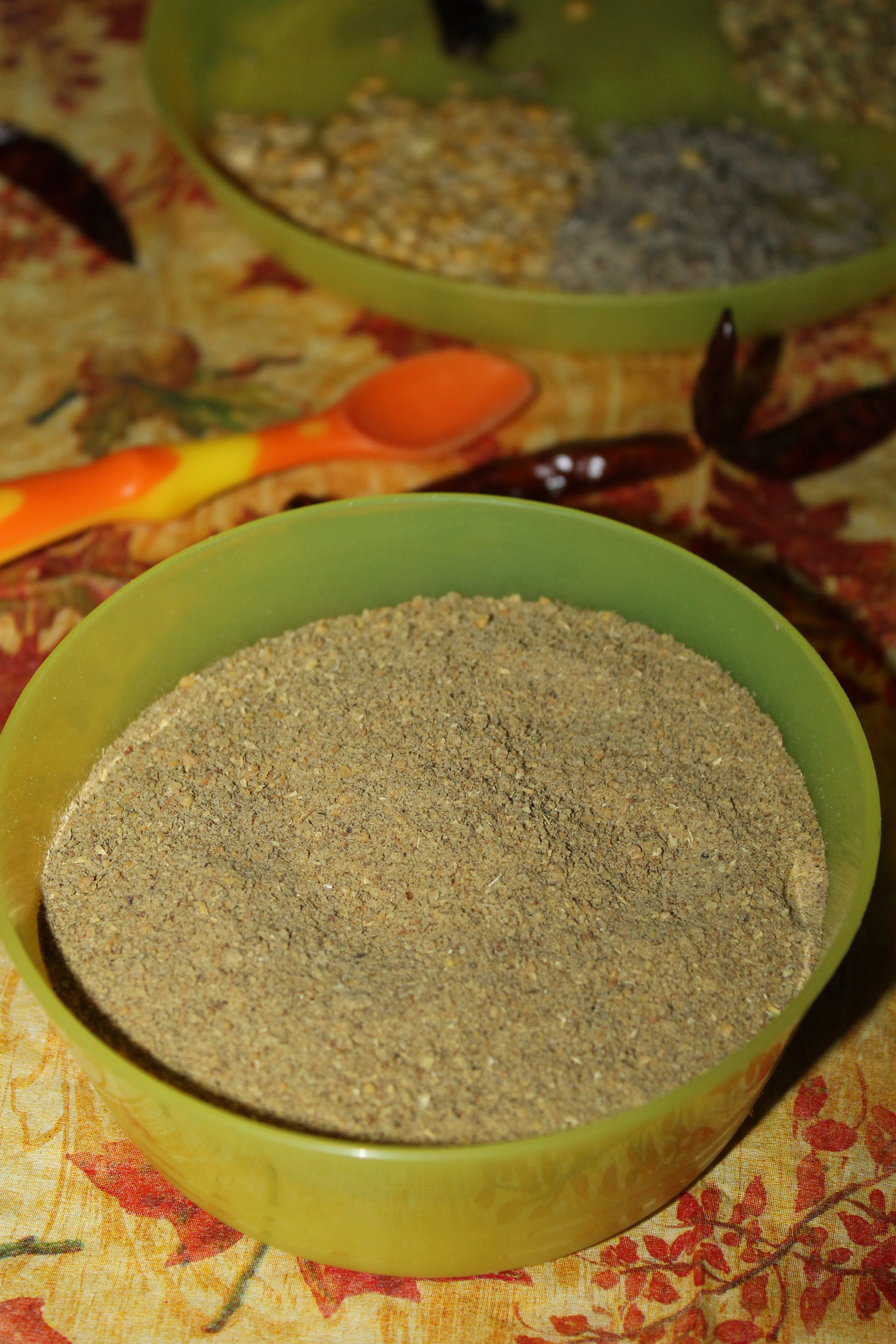
라삼가루
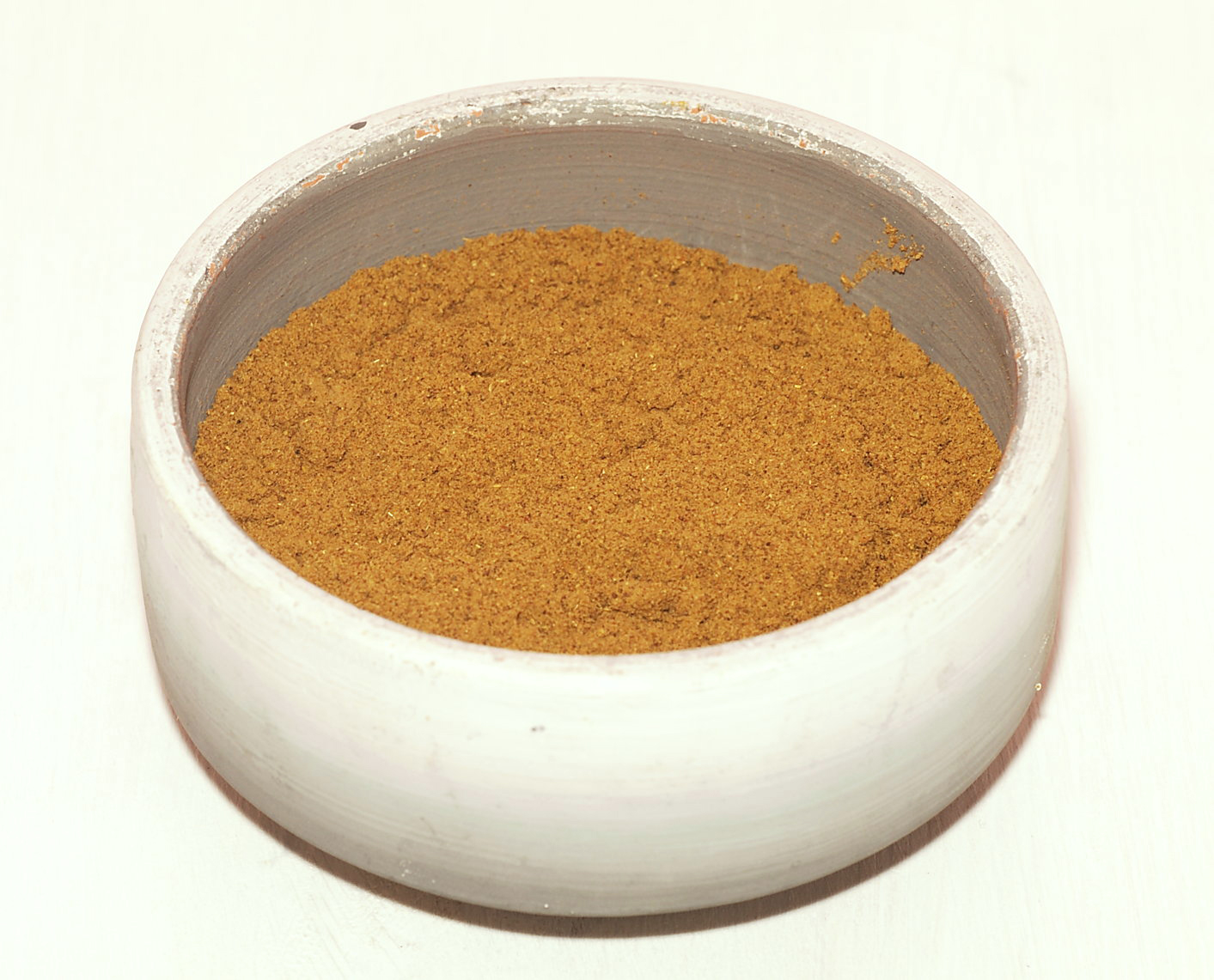
라스 엘하누트
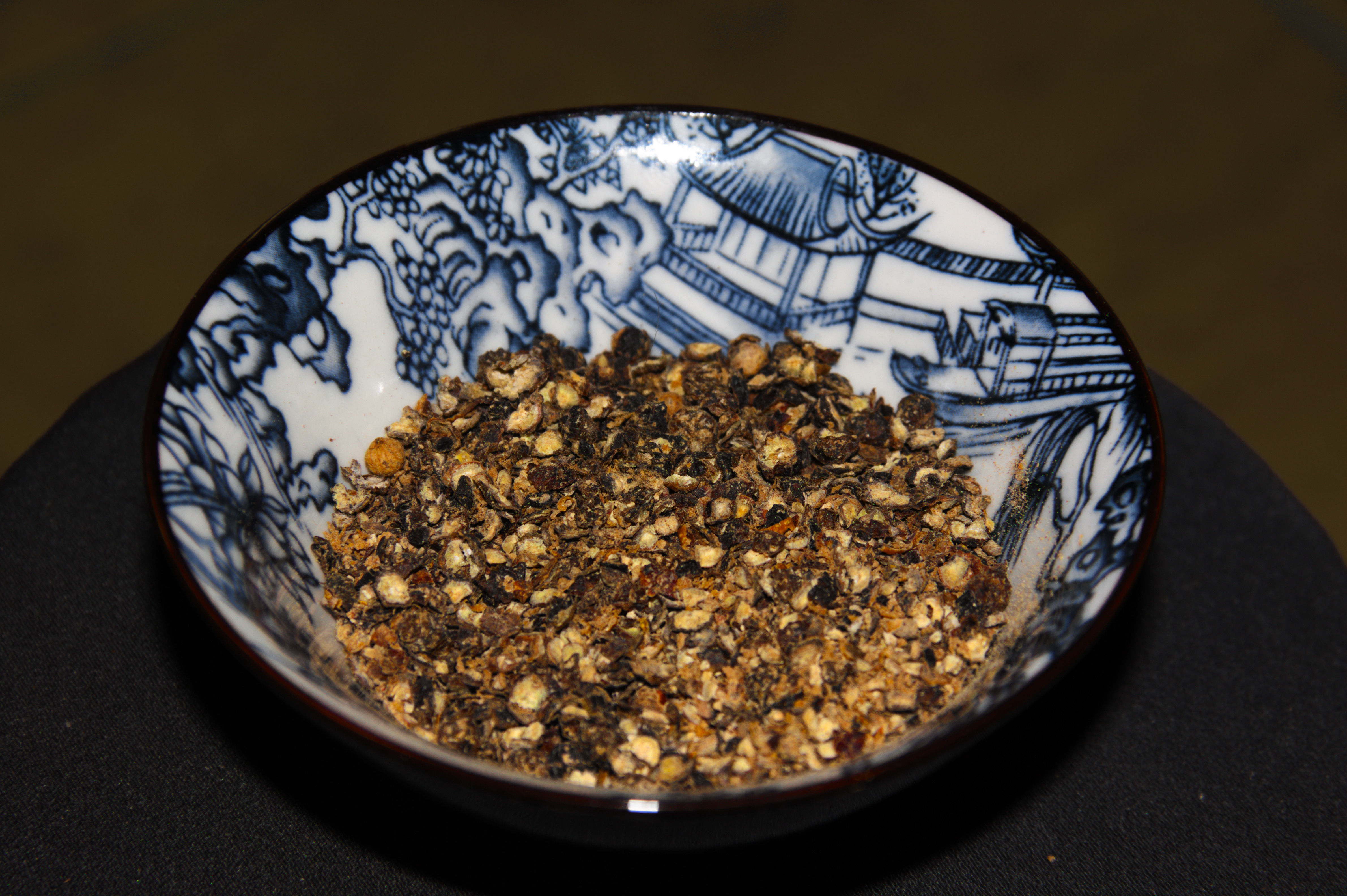
레몬 페퍼
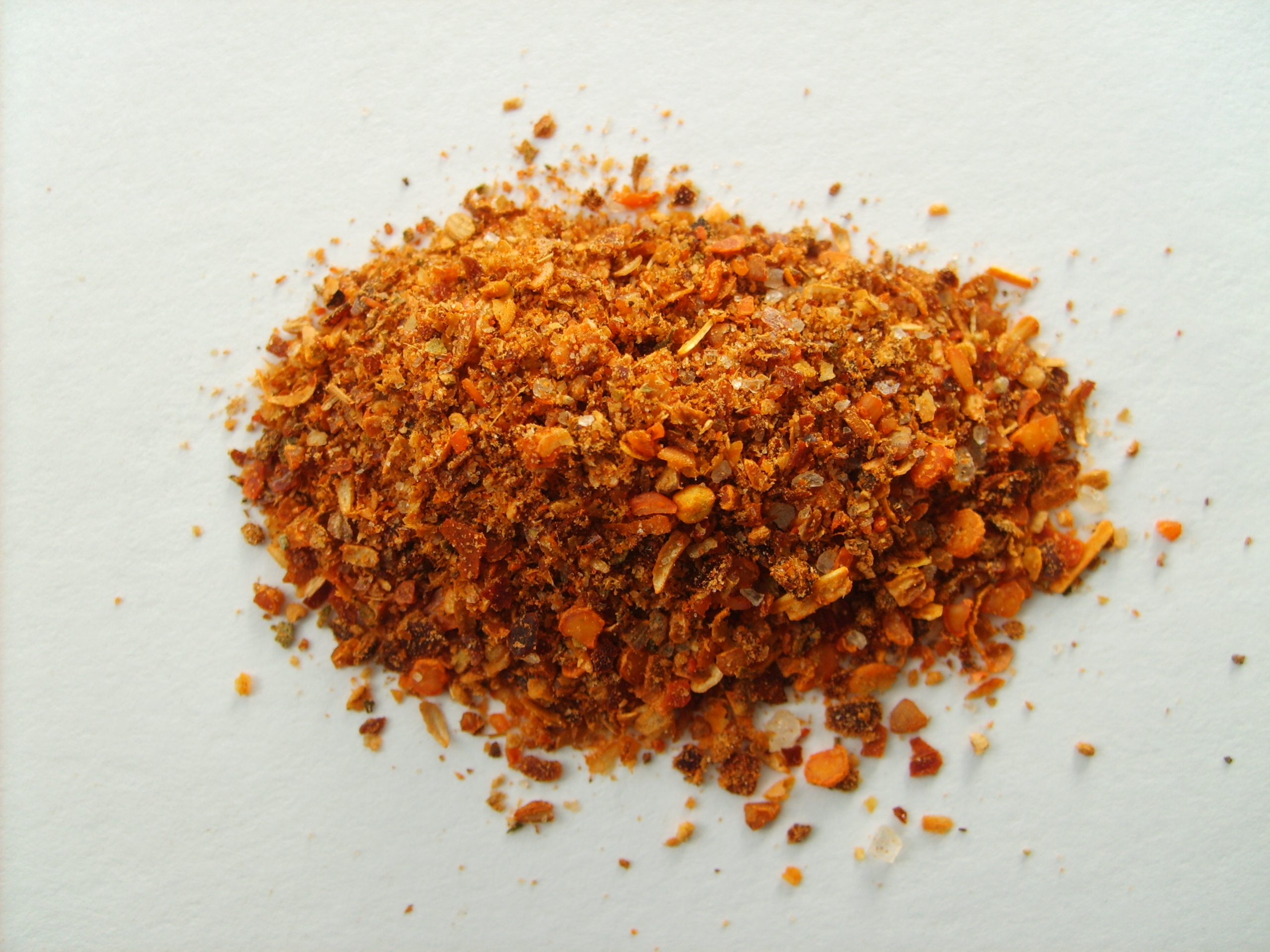
메르켄
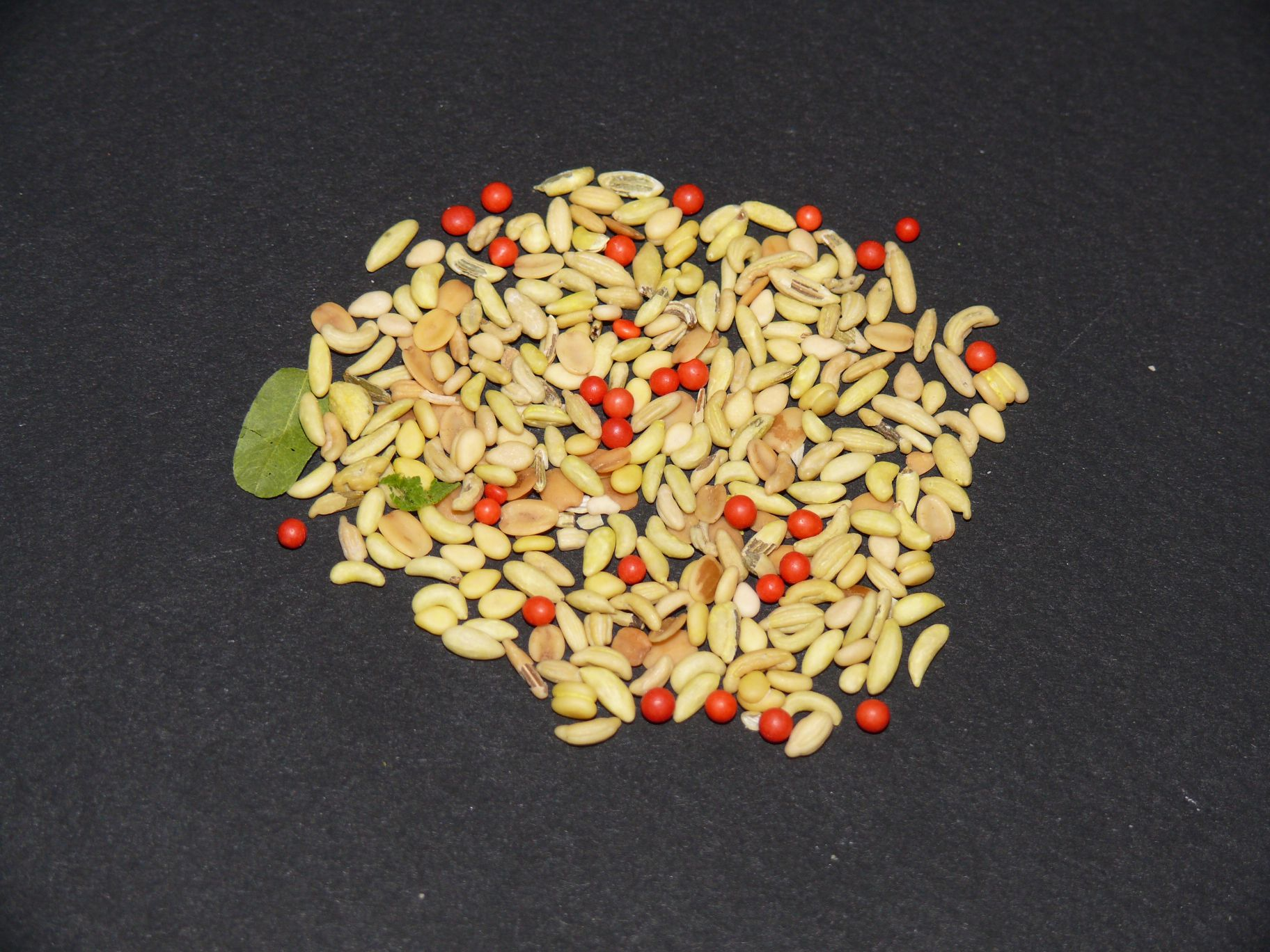
무크바스
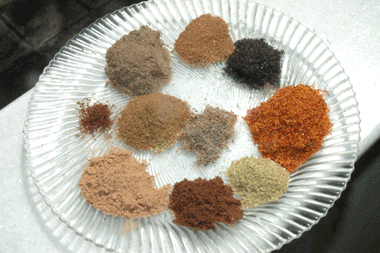
바하라트
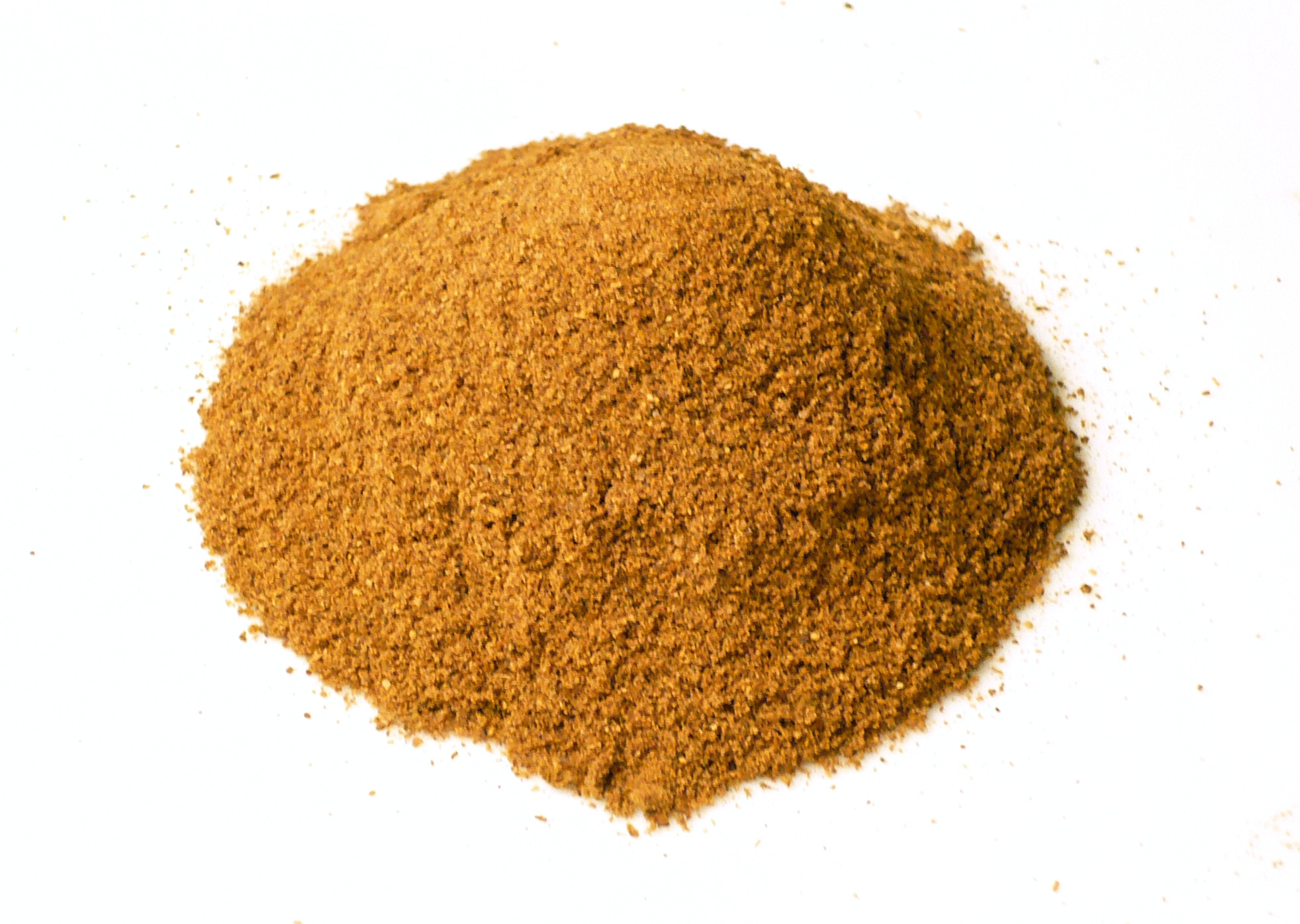
버르버레
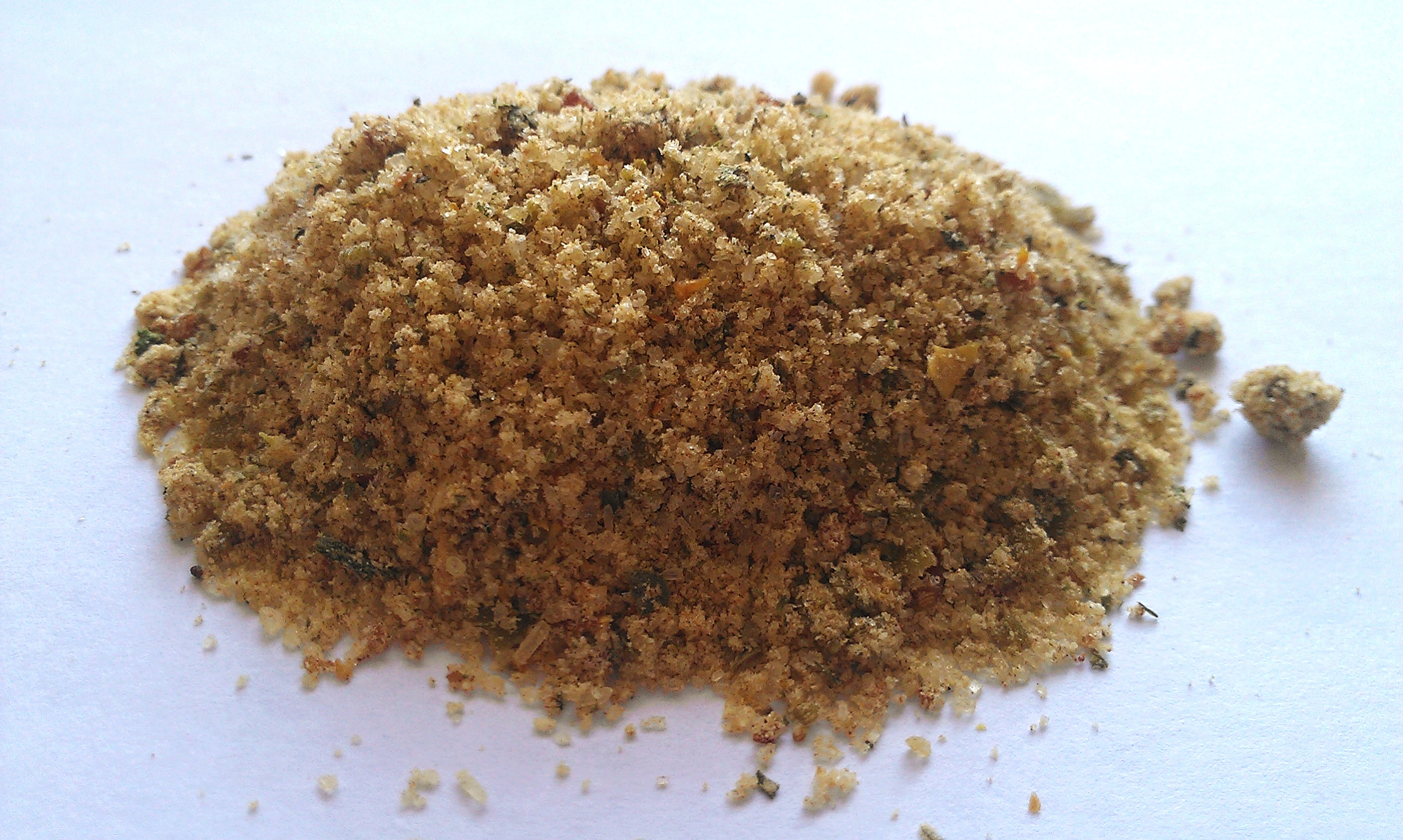
베게타
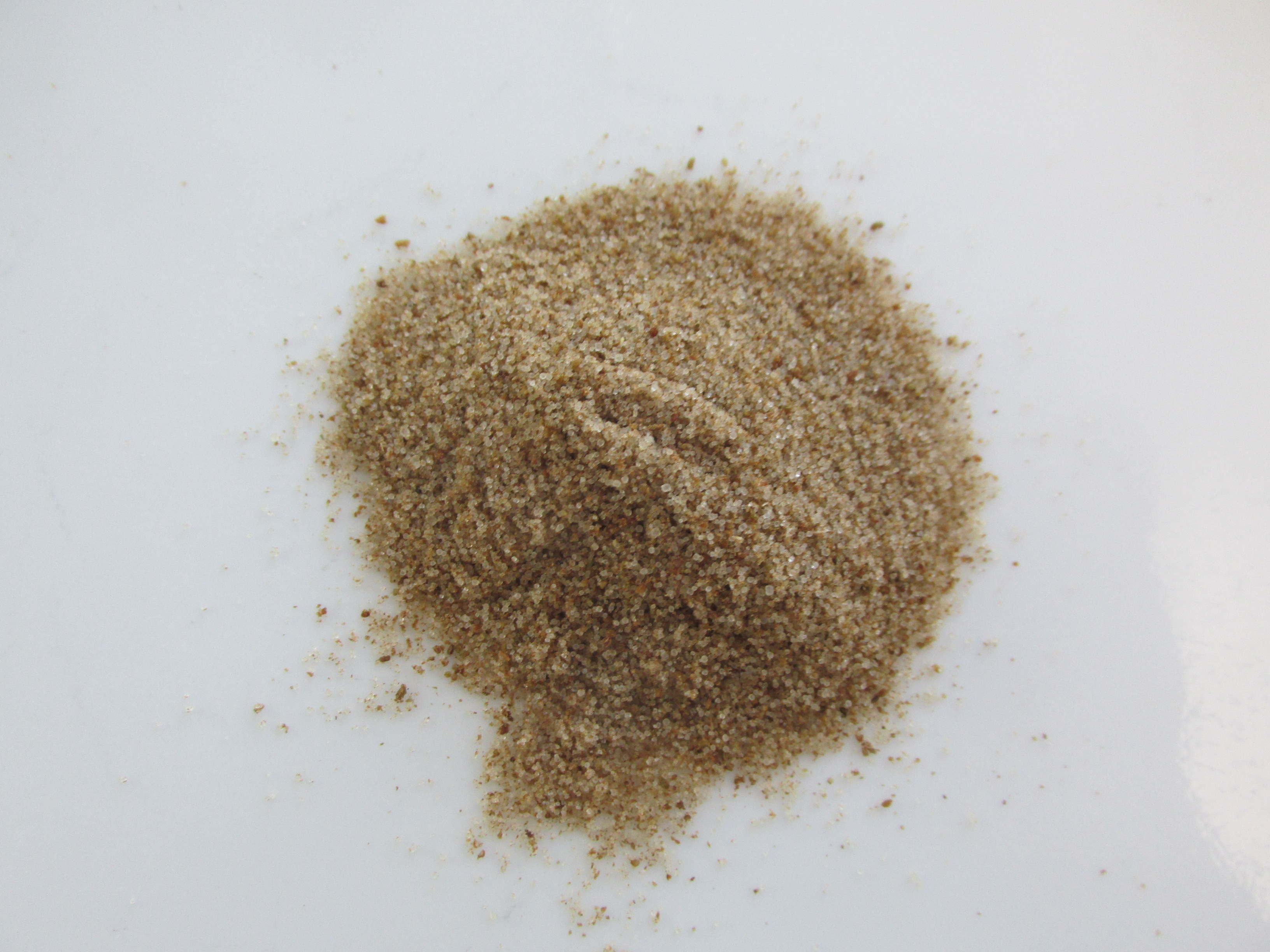
셀러리 소금
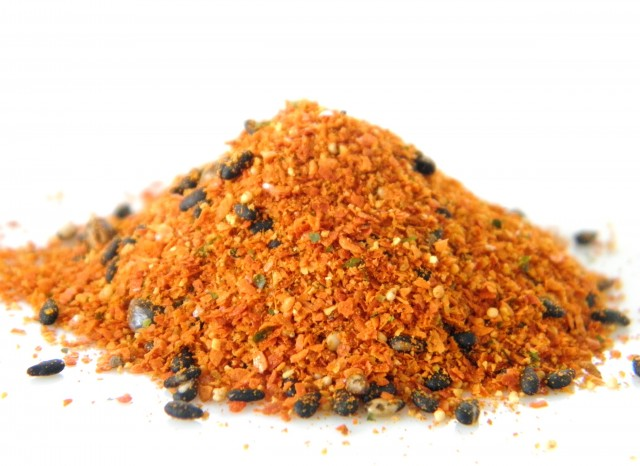
시치미토가라시
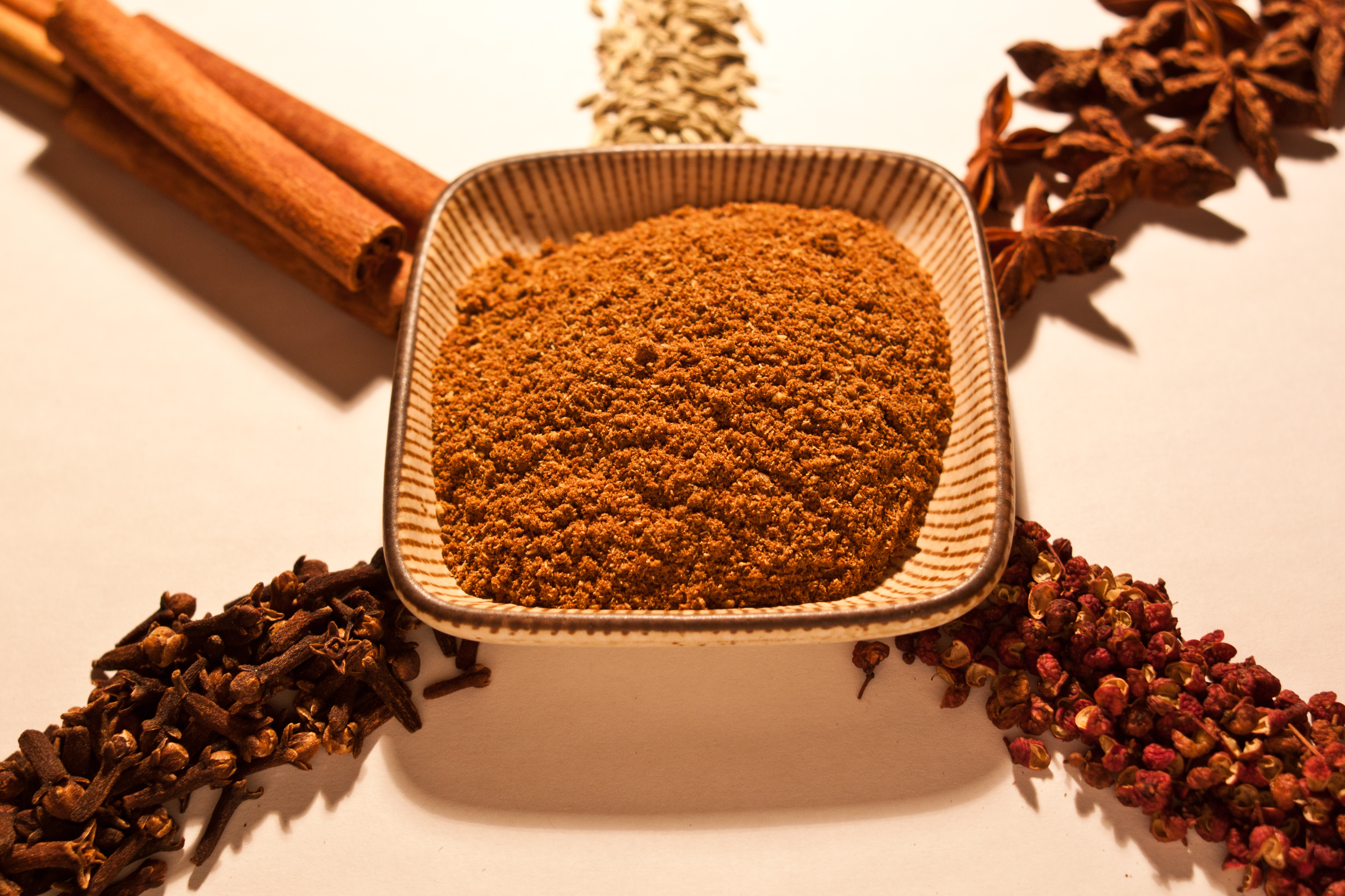
오향분
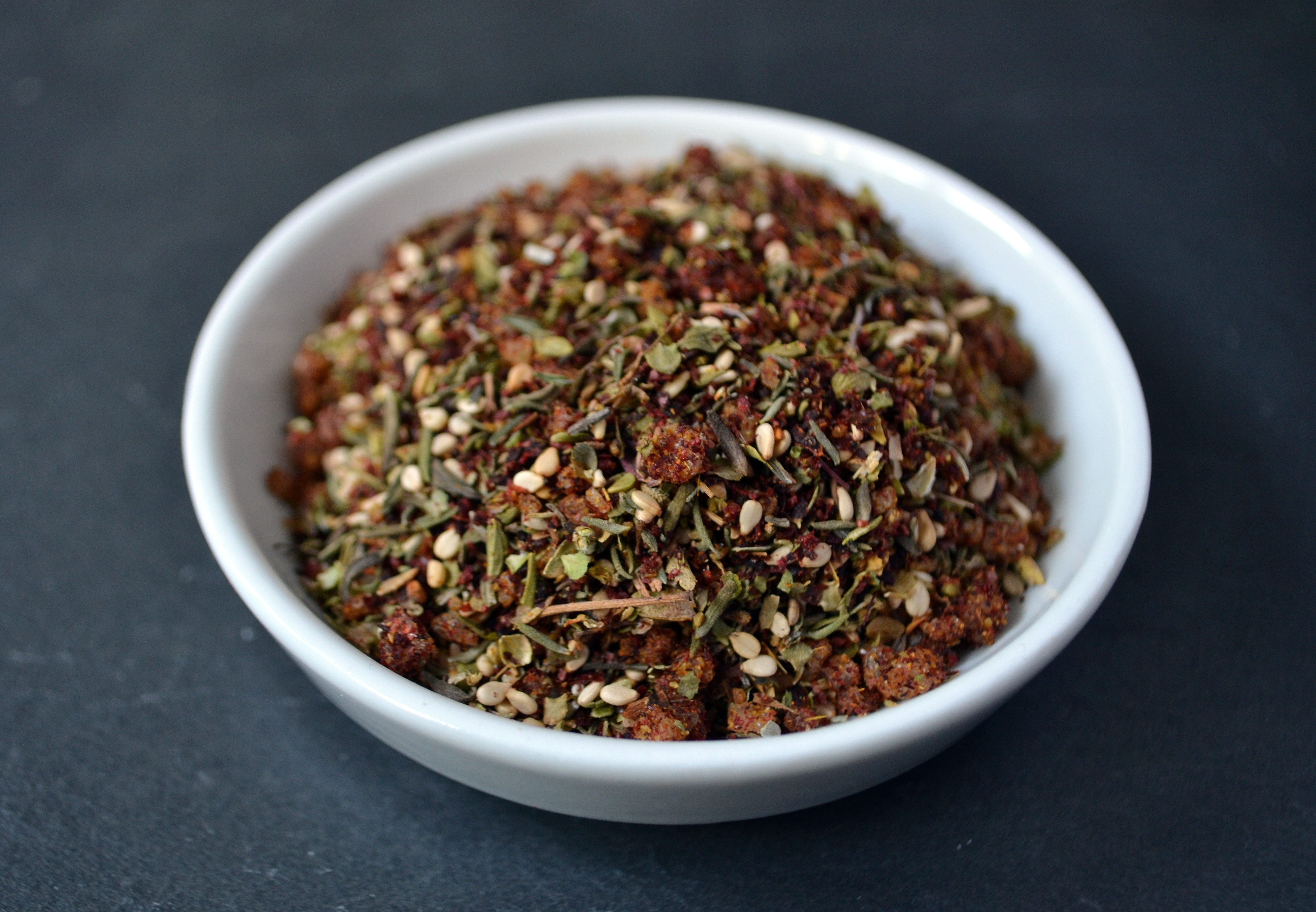
자타르
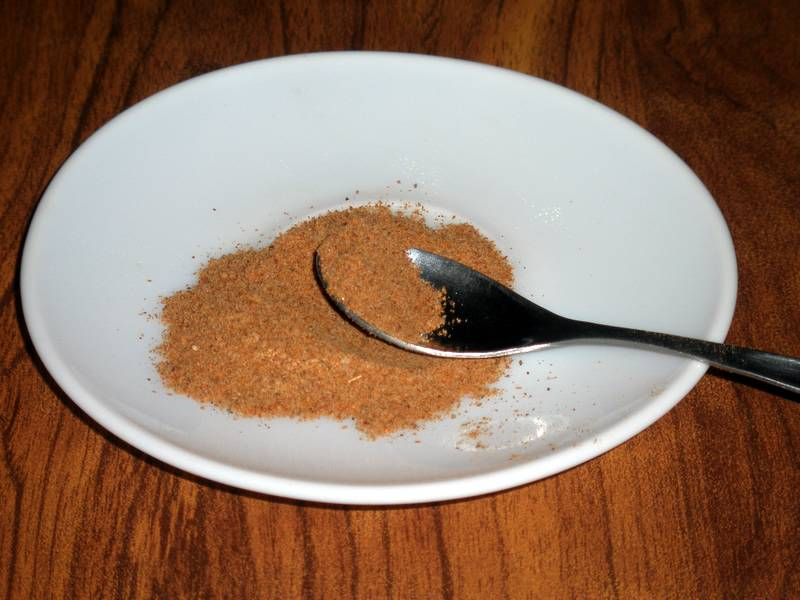
차트 마살라
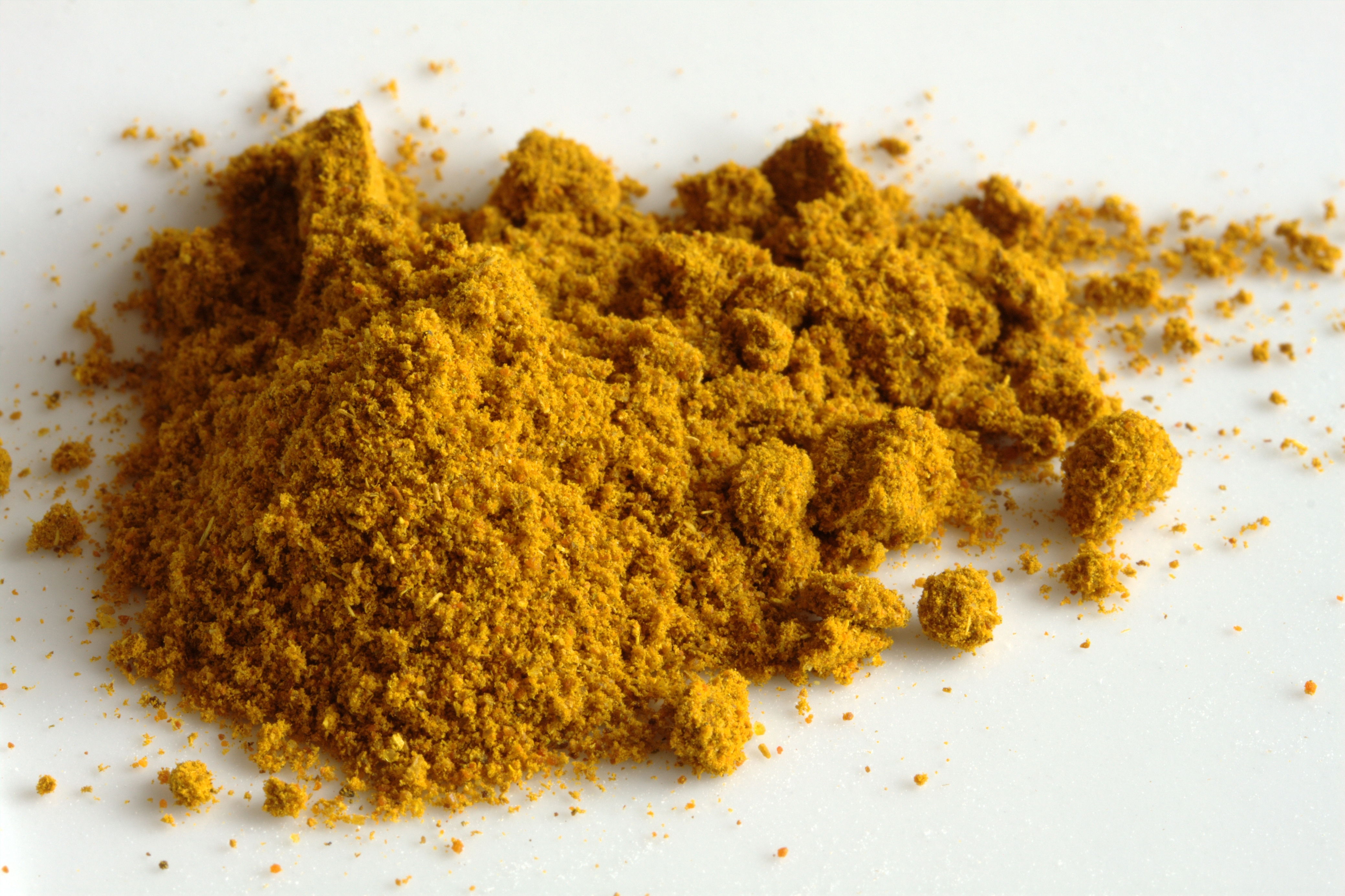
커리가루
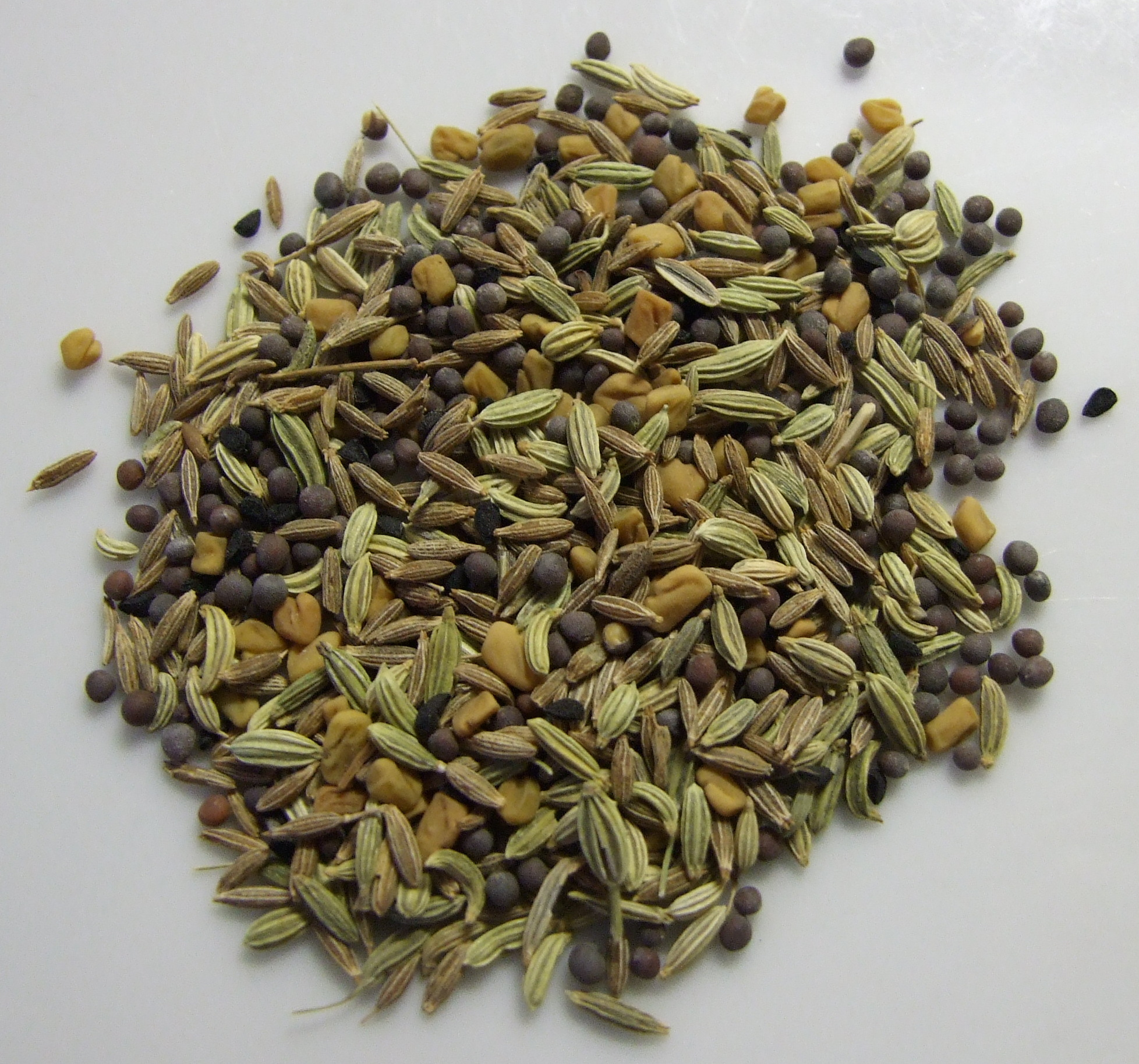
팡치 포론
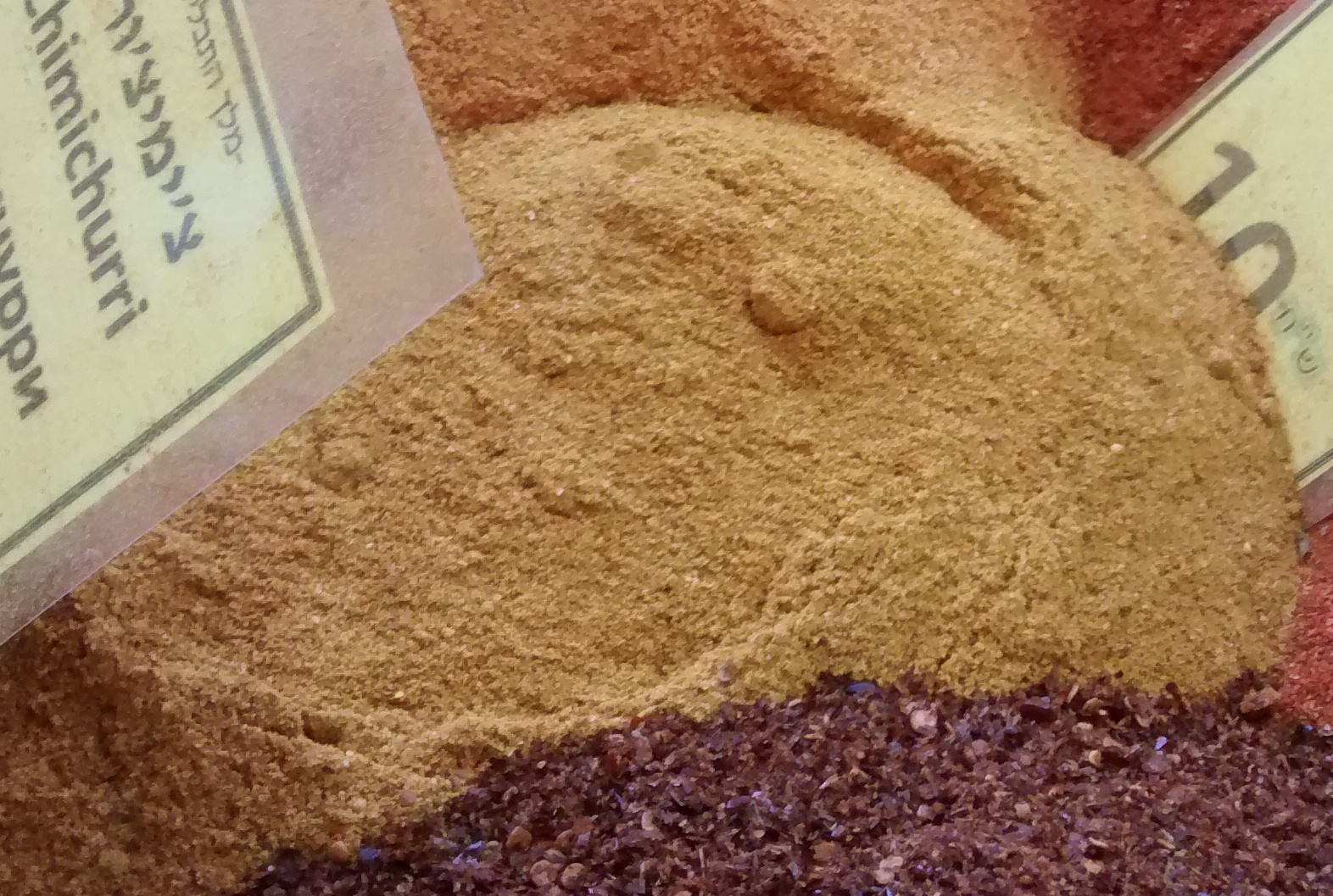
하와이즈
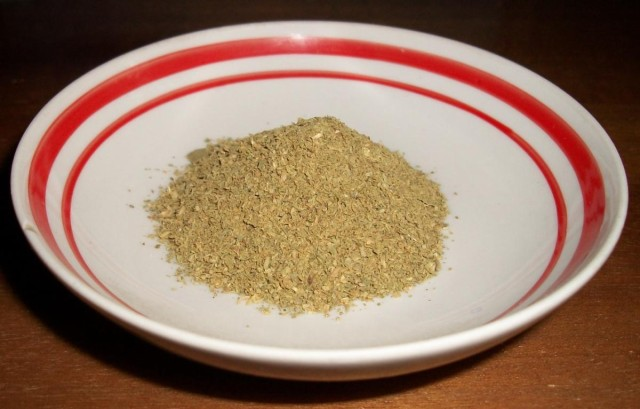
흐멜리 수넬리

## 같이 보기
- 허브 및 향신료 목록
- 양념